# Kubanische Meisterschaft im Straßenrennen der Männer
Die Kubanische Meisterschaft im Straßenrennen der Männer ist ein jährlich ausgetragener Wettbewerb im Straßenradsport, der als Eintagesrennen stattfindet. Ausrichter ist der kubanische Radsportverband. Die Sieger erhalten jeweils ein Meistertrikot in den Landesfarben. Die erste Meisterschaft fand 1961 statt, nachdem der Radsport in Kuba mit Unterstützung von Trainern aus der DDR und der Sowjetunion gefördert wurde.

## Sieger
- 1961 Alfredo Rodriguez
- 1962 nicht ausgetragen
- 1963 Sergio Martínez
- 1964 Sergio Martínez
- 1965 Sergio Martínez
- 1966 Sergio Martínez
- 1967 León Antonio Herr
- 1968
- 1969
- 1970
- 1971
- 1972
- 1973
- 1974 Carlos Cardet
- 1975
- 1976 Raúl Marcelo Vázquez
- 1977
- 1978 Aldo Arencibia
- 1979
- 1980 Aldo Arencibia
- 1981
- 1982
- 1983 Orestes Mora
- 1984 Eliecer Padrón
- 1985 Hector Rodriguez
- 1986 Jorge Salazar
- 1987 Carlos Fajardo
- 1988 Alfonso Roberto Rodríguez
- 1989 Alfonso Roberto Rodríguez
- 1990 Raoul Dominguez
- 1991
- 1992
- 1993
- 1994
- 1995
- 1996
- 1997
- 1998
- 1999 Pedro Pablo Pérez
- 2000 Adonis Cardoso
- 2001 Pedro Pablo Pérez
- 2002
- 2003
- 2004
- 2005 Damián Martínez
- 2006 Arnold Alcolea
- 2007
- 2008 Yans Carlos Arias Perez
- 2009
- 2010 Raúl Granjel
- 2011 Arnold Alcolea
- 2012 Pedro Sibila Romero
- 2013
- 2014 Arnold Alcolea
- 2015 José Antonio Mojica
- 2016 José Antonio Mojica
- 2017 Yans Carlos Arias Perez
- 2018 Emilio Perez Labrador
- 2019 Félix Nodarse
- 2020 nicht ausgetragen
- 2021 nicht ausgetragen
- 2022 Yan Luis Arrieta
- 2023 Ricardo Delgado
- 2024 Jose Alberto Dominguez